# George Szell
George Szell, adaptació del seu nom hongarès György Széll (Budapest, 7 de juny de 1897 - Cleveland (Ohio), 30 de juliol de 1970), fou un director d'orquestra hongarès nacionalitzat estatunidenc, sota la direcció del qual l'Orquestra de Cleveland va adquirir la reputació de ser una de les millors del món.

## Carrera a Europa: formació musical
Szell va nàixer a Budapest però va créixer a Viena. Va començar els seus estudis musicals com a pianista, estudiant amb Richard Robert. Un altre alumne de Robert va ser Rudolf Serkin, amb qui Szell tindria una relació amistosa i musical que duraria tota la vida. A més del piano, Szell va estudiar composició amb Eusebius Mandyczewski (amic personal de Brahms) i amb Max Reger, durant un curt període. Encara que el treball de Szell com a compositor avui en dia és virtualment desconegut, quan tenia catorze anys va signar un contracte de deu anys amb Universal Edition en Viena. De Szell se sap que, a part de les seves peces originals, va arranjar el Quartet de corda núm. 1 de Bedřich Smetana De la meva vida per a orquestra.
Als onze anys, Szell va començar a visitar Europa com a pianista i compositor, fent el seu debut a Londres aquell any mateix. Els diaris d'aquella ciutat el van declarar com a "el proper Mozart". A pesar de la seva edat, va tocar amb importants orquestres amb aquests dos rols, el de pianista i compositor, i també el de director (va dirigir a l'Berliner Philarmoniker a l'edat de disset anys).

## Direcció d'orquestra

### El debut
Szell ràpidament es va adonar que mai arribaria a tenir una carrera com a compositor o pianista i que preferia molt més el control artístic que el paper de director li atorgava. El seu debut com a director no va ser previst. Quan tenia disset anys, trobant-se de vacances amb la seva família, el director de l'Filharmònica de Viena es va lesionar el braç, i van demanar a Szell que el reemplacés per a aquell concert. Al cap de poc, Szell es dedicaria a la direcció a temps complet. No obstant això, va seguir tocant el piano ocasionalment, sobretot en agrupacions de cambra i com a acompanyant. De fet, durant els seus anys en l'Orquestra de Cleveland, ocasionalment demostrava als pianistes convidats com havien d'interpretar algun passatge en concret.

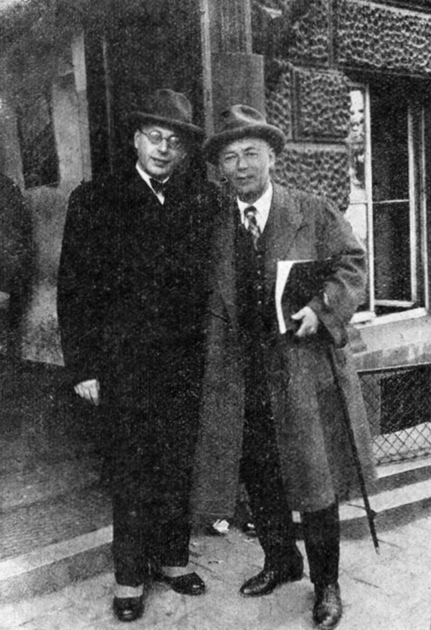
George Szell i el compositor Jaroslav Křička durant la posada en escena de l'òpera d'aquest The Gentleman in White en Praga, Abril de 1932

En 1915, als 18 anys, Szell es va guanyar un nomenament a l'Òpera de la Cort Reial de Berlín (avui en dia coneguda com la Berlin Staatsoper). Allà va entaular amistat amb el seu director musical, Richard Strauss, qui va reconèixer immediatament el talent de Szell, quedant particularment impressionat amb la qualitat de Szell al dirigir les obres del mateix Strauss. Aquest va dir una vegada que podia morir sent un home feliç, sabent que hi havia algú que realitzés la seva música de manera tan perfecta. De fet, Szell va acabar gravant part del primer enregistrament del "Don Juan" de Strauss. El compositor havia demanat a Szell que treballa amb l'orquestra per ell abans de la gravació. El dia de la gravació, però, Strauss va fer una hora tard i Szell va començar-la. Quan el compositor va arribar, va dir que estava tan bé que podia passar com si l'hagués dirigit ell mateix, i que podien continuar-la.
George Szell va dir que Strauss era la seva major influència en estil de direcció. L'ús de la batuta, el so transparent i la disposició de Szell de ser el constructor d'una orquestra venia de Strauss. Els dos van romandre amics després que Szell deixés la Berlin Staatsoper en 1919; inclús després de la Segona Guerra Mundial, quan Szell s'havia establert als Estats Units, Strauss va seguir la pista del seu protegit.

### La consolidació
En els quinze anys durant i després la Primera Guerra Mundial Szell va treballar amb orquestres i òperes per tot Europa: a Berlin, Estrasburg (on succeí a Otto Klemperer a la Filharmònica en el Teatre Municipal), Praga, Darmstadt i Düsseldorf (va estrenar l'òpera "Die Heilige Ente" de Hans Gál), abans de convertir-se en el director principal de la Berlin Staatsoper en 1924. En 1930 va fer el seu debut americà amb l'Orquestra Simfònica de Saint Louis. En aquell temps era més conegut com a director d'òpera que orquestral. Va ser també el director de la Scottish Orchestra (que més avant seria la Royal Scottish National Orchestra) a Glasgow durant tres temporades, entre 1936 i 1939.

## Trasllat als Estats Units
Quan la guerra començà a Europa l'any 1939, Szell estava tornant d'una gira per Austràlia, via els Estats Units, i va acabar assentant-se junt amb la seva família a la ciutat de Nova York. Després de passar un any com a professor, Szell va començar a rebre invitacions per a dirigir orquestres freqüentment. D'entre aquestes invitacions, cal destacar una sèrie de quatre concerts amb l'Orquestra Simfònica de l'NBC d'Arturo Toscanini en 1941. Un any després, el 1942, va fer el seu debut a l'orquestra del Metropolitan, la qual dirigiria regularment els següents quatre anys. En 1943 va debutar a l'Orquestra Filharmònica de Nova York i en 1946 va esdevenir ciutadà estatunidenc.

## Orquestra de Cleveland: de 1946 a 1970
El 1946, a Szell se li va demanar a convertir-se en el director musical de l'Orquestra de Cleveland. En aquell moment, l'agrupació era una orquestra americana regional de gran prestigi (les orquestres americanes de primer nivell eren l'Orquestra de Filadèlfia, Orquestra Simfònica de Boston, Orquestra Simfònica de Chicago, Filharmònica de Nova York i l'Orquestra Simfònica de l'NBC). Per Szell, treballant a Cleveland representaria una oportunitat de crear la seva pròpia orquestra ideal, una que combinés el virtuosisme dels millors conjunts d'Amèrica, amb l'homogeneïtat del so de les millors orquestres europees. Szell va deixar clar als fideïcomissaris de l'orquestra que si volien que ell fora el seu pròxim director, haurien d'estar d'acord en donar-li el control artístic total. Aquests hi van estar d'acord i Szell va ocupar aquest càrrec fins a la seva mort.
Durant la següent dècada, Szell es va dedicar a acomiadar músics, contractar-ne de nous acuradament, augmentar la plantilla de l'orquestra a més d'un centenar d'intèrprets i modelar l'agrupació sense descans. Els assajos que va imposar van fer-se llegendaris per la seva intensitat, exigint la perfecció absoluta a tots els músics que hi tocaven, sent acomiadats en l'acte si cometien massa errors o qüestionaven l'autoritat del director. Cal indicar que Szell no era l'únic que feia açò -Toscanini era un complet dictador -, ja que tals acomiadaments, avui impensables, es devien al fet que els sindicats de músics no eren tan forts com ho són actualment. L'estil autocràtic de Szell es va estendre fins i tot a l'equip de neteja del Severance Hall: els feia indicacions de com netejar i de quina marca de paper higiènic havien de comprar per a l'ús en els banys. De Szell es diu també, que si escoltava algun músic practicant entre bastidors just abans del concert, i no li agradava el que sentia, ell no dubtava a reprendre'l i donar-li notes detallades de com s'havia de tocar.
Szell va presumir orgullosament més d'una vegada que l'"Orquestra de Cleveland dona set concerts a la setmana i el públic està convidat tan sols a dos". Alguns crítics digueren que l'orquestra sonava "assajada en excés" i que li mancava molta espontaneïtat. Szell va concedir aquesta crítica, dient que l'orquestra va fer gran part del seu millor treball durant els assajos. No obstant això, les altes exigències del director van tindre els seus fruits. D'acord amb el crític musical Ted Libbey "el formidable mestratge musical de Szell i l'autoritat paterna van ordenar mesures iguals de respecte per part dels músics de Cleveland, que sota la seva batuta aconseguiren el que va ser probablement l'estàndard executant més alt de qualsevol orquestra al món."
Al final dels anys 50, era evident que l'Orquestra de Cleveland, destacada pel seu so precís i so camerístic, havia pres el seu lloc al costat de les grans orquestres americanes i europees. A més de fer gires anuals al Carnegie Hall i la Costa Est del país, Szell liderà l'orquestra en els seus primers tours internacionals a Europa, la Unió Soviètica, Austràlia i el Japó.
Alguns dels premis que Szell rebé durant la seva vida són el de Comandant Honorari de l'Orde de l'Imperi Britànic (C.B.E.) en 1963 i el Chévalier de la Légion d'honneur.

## Vida personal
Szell es va casar dues vegades, la primera en 1920 amb Olga Band, estudiant de Richard Robert, amb qui acabaria divorciant-se en 1926. El seu segon casament, en 1938 and Helene Schultz Teltsch, va ser més feliç i duraria fins a la seva mort.
Quan no estava dedicant-se a la música, li agradava la cuina i era també un gran entusiasta del món de l'automobilisme. Regularment refusava els serveis del seu xòfer i conduïa el seu propi Cadillac cap als assajos fins quasi el final de la seva vida.
L'11 de maig de 1957 va debutar de forma reeixida al Gran Teatre del Liceu de Barcelona.
George Szell va morir a l'hospital de Lakeside, on estava internat des de feia més d'un mes quan va sofrir un atac cardíac. Szell va caure malalt poc després de tornar amb la seva orquestra d'una gira pel Japó. El seu cos va ser incinerat i les cendres estan soterrades a Sandy Springs, Geòrgia, al costat de la seva dona quan aquesta va morir en 1991.

## Repertori i discografia
Deia Glenn Gould de Szell que era un director molt superior a Leonard Bernstein, tot sabent del caràcter del director hongarès: colèric, tirànic, sense cap sentit de l'humor i encantat amb el seu talent, sotmetent als seus músics a una disciplina molt dura. La seva perfecció tècnica, la vivacitat de les seves versions i la lleugeresa el van fer famós, mentre que els seus detractors es burlaven de la poca emoció de les seves interpretacions. El seu llegat discogràfic és gran i són especialment destacats per la crítica els seus discs amb música orquestral i concerts de Joseph Haydn, Ludwig van Beethoven, Robert Schumann, Anton Bruckner o Richard Strauss. També cal destacar la versió de Des Knaben Wünderhorn de Gustav Mahler, amb Elisabeth Schwarzkopf i Dietrich Fischer-Dieskau, la qual va rebre grans elogis i, encara avui, és considerat referència absoluta.
La següent llista és una selecció de les gravacions més importants de Szell. En totes elles, tret que s'indiqui, Szell dirigeix a l'Orquestra de Cleveland, i la gravació editada per Sony/CBS:
Ludwig van Beethoven
- Les 9 Simfonies (1957-64)
- Els concerts per a piano; Leon Fleisher (p) (1959-61)
- Els concerts per a piano; Emil Gilels (p) (1968, EMI)
- Missa Solemnis (1967, TCO)

Johannes Brahms
- Les 4 Simfonies (1964-67)
- Els concerts per a piano; Leon Fleisher (p) (1958 & 1962)
- Els concerts per a piano; Rudolf Serkin (p) (1968 & 1966)
- Concert per a violí; David Oistrakh (vn) (1969, EMI)
- Doble concert; David Oistrakh (vn), Mstislav Rostropóvitx (vc) (1969, EMI)

Anton Bruckner
- Simfonia núm. 3 (1966)
- Simfonia núm. 8 (1969)

Antonín Dvořák
- Simfonies núm. 7-9 (1958-60)
- Danses eslaves (1962-65)
- Concert per a violoncel; Pau Casals (vc) / Orquestra Filharmònica Txeca (1937, HMV)
- Concert per a violoncel; Pierre Fournier (vc) / Orquestra Filharmònica de Berlín (1962, DG)

Joseph Haydn
- Simfonies nº 92-99 (1957-69)

Zoltán Kodály
- Háry János Suite (1969)

Gustav Mahler:
- Simfonia núm. 4 Judith Raskin (sop) (1965)
- Simfonia núm. 6 (1967)
- Simfonia núm. 10 (Adagio) (1958)
- Des Knaben Wunderhorn Elisabeth Schwarzkopf (sop), Dietrich Fischer-Dieskau (bar) / London Symphony Orchestra (1968, EMI)

Felix Mendelssohn:
- Simfonia núm. 4 (1962)
- El somni d'una nit d'estiu, Obertura i música incidental (1967)

Wolfgang Amadeus Mozart:
- Simfonies núm. 35, 39-41 (1960–63)
- Eine kleine Nachtmusik (Serenata K. 525) (1968)
- Concerts per a piano Robert Casadesus (p) (1955–68)

Szell com a pianista
- Quartets amb piano núm. 1 i 2 Budapest String Quartet, Szell (p) (1946)
- Sonates per a violí piano K. 301 & 296 Raphael Druian (vn), Szell (p) (1967)

Modest Mússorgski:
- Quadres d'una exposició (1963)

Serguei Prokófiev:
- Simfonia núm. 5 (1959)
- Concerts per a piano núm. 1 i 3 Gary Graffman (p) (1966)

Franz Schubert:
- Simfonia núm. 8 "Incompleta" (1957)
- Simfonia núm. 9 (1957)

Robert Schumann:
- Les 4 simfonies (1958–60)

Jean Sibelius:
- Simfonia núm. 2 Orquesta del Concertgebouw (1964, Philips)
- Simfonia núm. 2 (1970) – Concert en Tokyo, Japó, última gravació de Szell.

Bedřich Smetana:
- El Moldava / New York Philharmonic (1951/2007 United Archives)
- Quatre dances de La núvia venuda (1963)

Richard Strauss:
- Don Juan (1957)
- Don Quixote Pierre Fournier (vc), Abraham Skernick (va) (1960)
- Till Eulenspiegels lustige Streiche (1957)
- Tod und Verklärung (1957)
- Vier Letzte Lieder; Elisabeth Schwarzkopf (S) / Radio-Symphonie-Orchester Berlin (1965, EMI)

Ígor Stravinski:
- L'ocell de foc Suite (versió 1919) (1961)

Piotr Ilitx Txaikovski:
- Simfonia núm. 4; London Symphony Orchestra (1962, Decca)
- Simfonia núm. 5 (1959)
- Capritx italià (1958)

Richard Wagner:
- Obertures, Preludis fragments de L'anell del nibelung (1962–68)

William Walton:
- Simfonia núm. 2 (1961)
- Partita for Orchestra (1959)
- Variations on Theme by Hindemith (1964)